# مونتانا (فیلم ۱۹۵۰)
«مونتانا» (انگلیسی: Montana (1950 film)) یک فیلم به کارگردانی ری انرایت است که در سال ۱۹۵۰ منتشر شد.

## بازیگران
- ارول فلین
- آلکسیس اسمیت
- دورتی آدامز
- داگلاس کندی
- جیمز براون
- لین چندلر
- سکه ساکال